# Salvia apiana

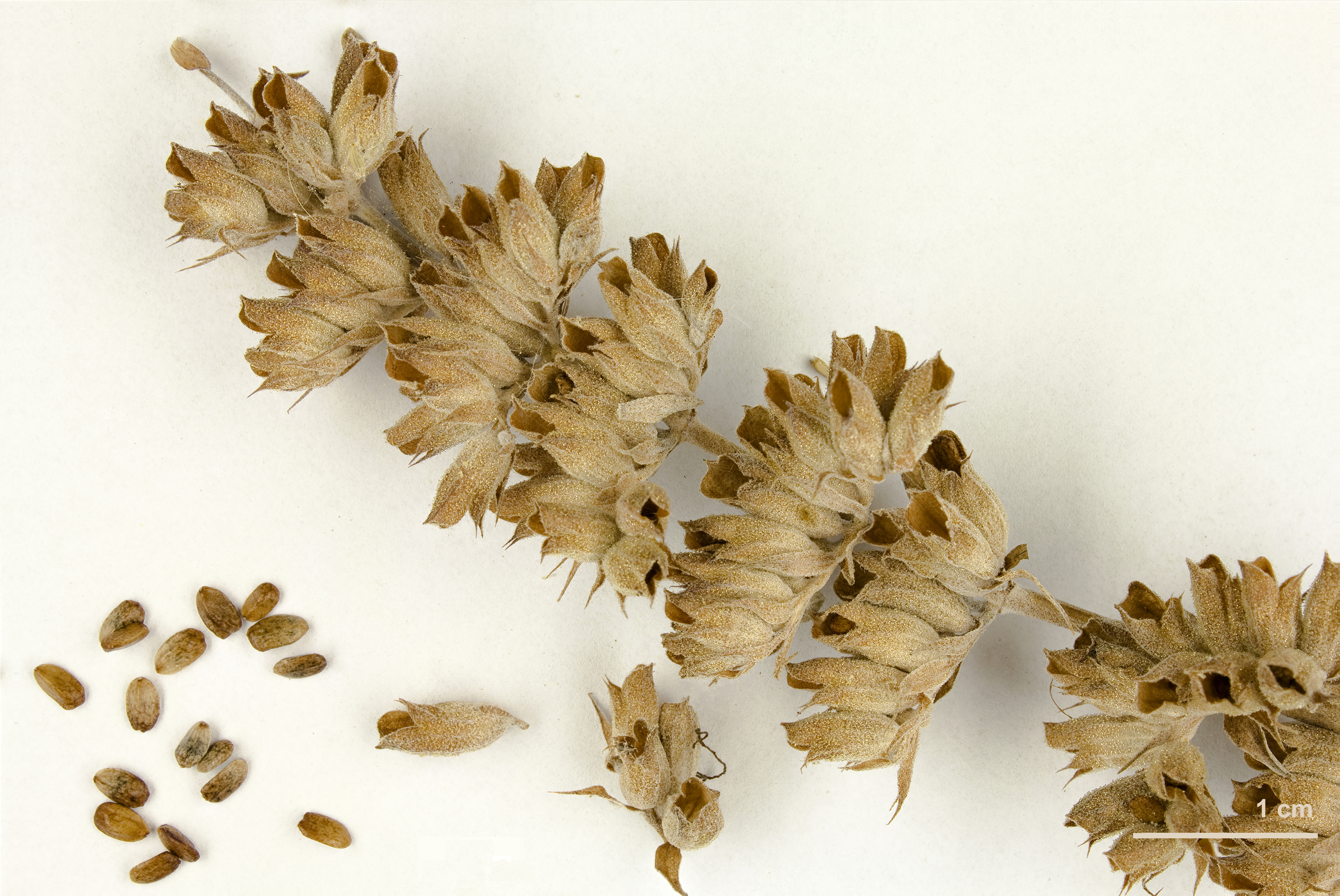
Salvia apiana

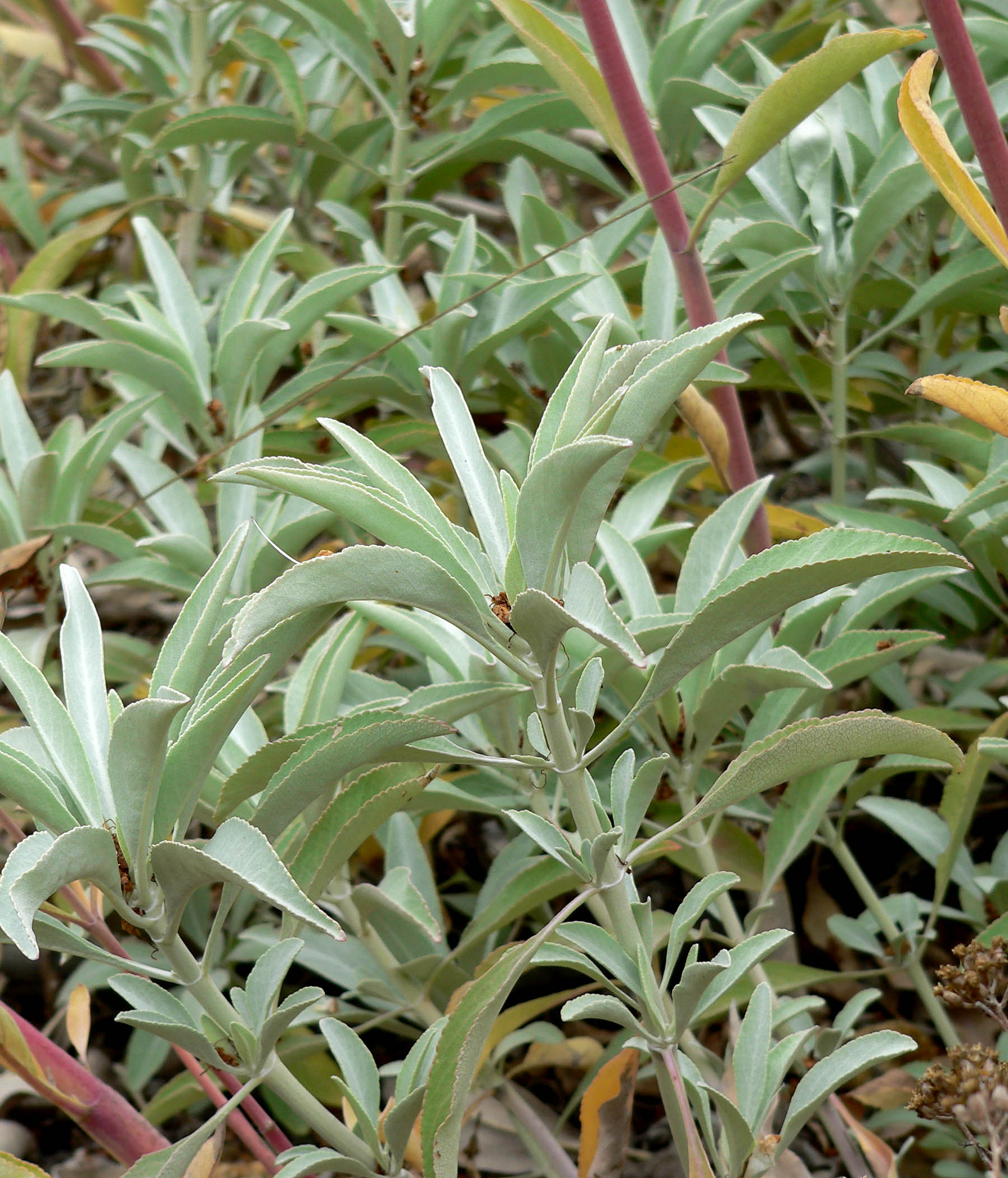
Detall de les fulles

Salvia apiana és una espècie de planta amb flors del gènere Salvia dins la família de les lamiàcies.

## Descripció
És una mata perenne d'entre 1 i 2,5 metres d'altura. Les seves fulles són lanceolades i lleugerament dentades, de color blanquinós, piloses i amb olis i resines que deixen anar una forta olor quan les fregues. Les flors s'agrupen en inflorescències, de color lavanda, són tubulars amb un estigma prominent i dos llavis, el superior molt reduït.
Les flors són molt atractives per a les abelles, i és per això que el seu epítet específic actual és "apiana". Però no només la pol·linitzen les abelles, sinó també arnes, vespes, borinots, i fins i tot colibrís.

## Distribució i hàbitat
Aquesta plantaés nativa de Califòrnia, la península de la Baixa Califòrnia i els estats mexicans de Sonora i Sinaloa.
Creix en sòls ben drenats i secs, a ple Sol en pendents propers a la costa, sempre per sota dels 1.500 m. Les seves fulles són brostejades per animals salvatges i les seves flors atrauen a nombrosos insectes.

## Usos
Les llavors de la Salvia apiana eren l'ingredient principal d'un plat tradicional dels indis de la costa del Pacífic. A d'altres indrets de Mèxic es consumien les llavors d'una altra espècie d'aquest gènere, Salvia hispanica, conegudes als nostres mercats com a xia. També se'n menjaven les fulles i les tiges. L'ús medicinal d'aquesta planta ha estat també molt estès. Actualment la infusió de les seves fulles està indicada com a tònic estomacal, mucolític i astringent.